# Dendrophryniscus leucomystax
Espèce
Statut de conservation UICN

 LC  : Préoccupation mineure
Dendrophryniscus leucomystax  est une espèce d'amphibiens de la famille des Bufonidae.

## Répartition
Cette espèce est endémique du Brésil. Elle se rencontre dans l'est des États de Rio de Janeiro, de São Paulo, du Paraná et dans le nord-est de l'État de Santa Catarina à très basse altitude dans les forêts de plaine côtière.

## Publication originale
- Izecksohn, 1968 : Nova espécie de Dendrophryniscus do Estado do Rio de Janeiro (Amphibia, Salientia). Revista Brasileira de Zoologia, vol. 28, no 4, p. 357-362.